# 金春梅
金春梅（1968年—），河北青龙人，满族，中华人民共和国政治人物、第十二届全国人民代表大会河北地区代表。
毕业于河北农业大学，加入中国共产党。2013年，被选为全国人大代表。